# 吉姆·坎塔卢波
吉姆·坎塔卢波（Jim Cantalupo，1943年11月14日—2004年4月19日），美国麦当劳公司董事长兼首席执行官。

## 生平
坎塔卢波1974年加入麦当劳，1975年任公司副总裁，1987年主管公司海外业务，1991年担任总裁兼首席执行官。2003年，坎塔卢波主持制定了“反肥胖战略”，提倡健康的饮食和运动。
2004年因心臟病逝世於佛羅里達州奧蘭多，他逝世後2日，日本麦当劳创业者藤田田亦因心臟病（心衰竭）病逝東京。